# Melanconico

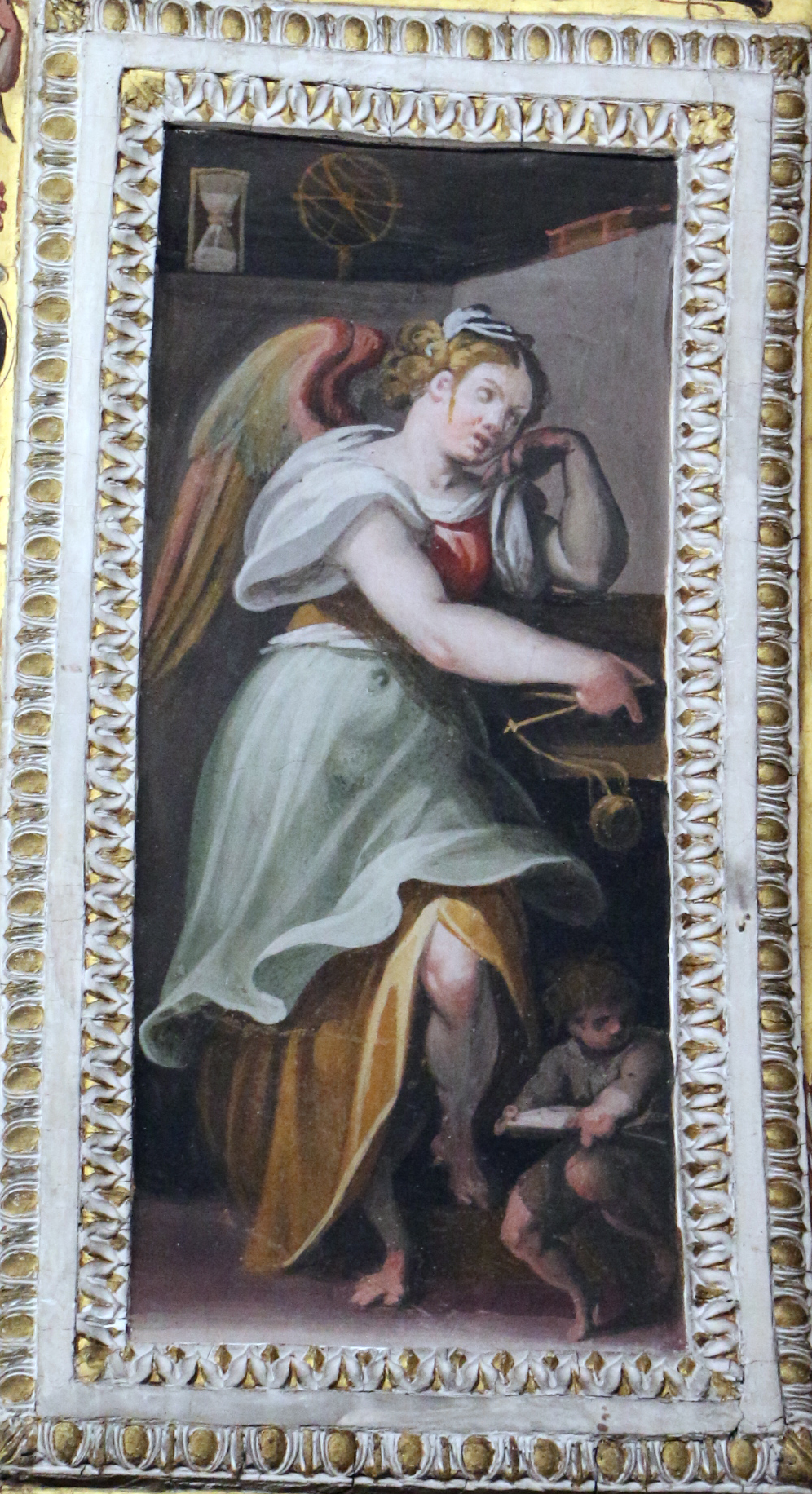
Il Malinconico, affresco di Jacopo Zucchi e del Poppi sul soffitto dello studiolo di Francesco I a Palazzo Vecchio (Firenze)

Il malinconico o melanconico (dal greco antico μέλας?, mèlās, "nero" e χολή, cholḕ, "bile", quindi «bile nera»), detto anche atrabiliare, è uno dei quattro temperamenti presi in considerazione dalla patologia umorale, insieme al collerico, al sanguigno e al flemmatico.
In particolare il malinconico è descritto come un tipo psicologico triste, introverso, e riflessivo (appunto caratterizzato da malinconia): corrisponde sul piano macrocosmico all'elemento terra, perché i suoi attributi sono il freddo e il secco, da cui si origina nel microcosmo umano l'atrabile (o bile nera), predominante rispetto agli altri tre umori, e avente sede nella milza, dove fluisce il sangue "nero", quello venoso e invecchiato, per esserne purificato.
Nella tradizionale suddivisione delle età della vita, il temperamento melanconico caratterizza la maturità adulta. Tra le quattro stagioni è associato all'autunno, e tra i colori al nero o al blu scuro.

## Caratteristiche

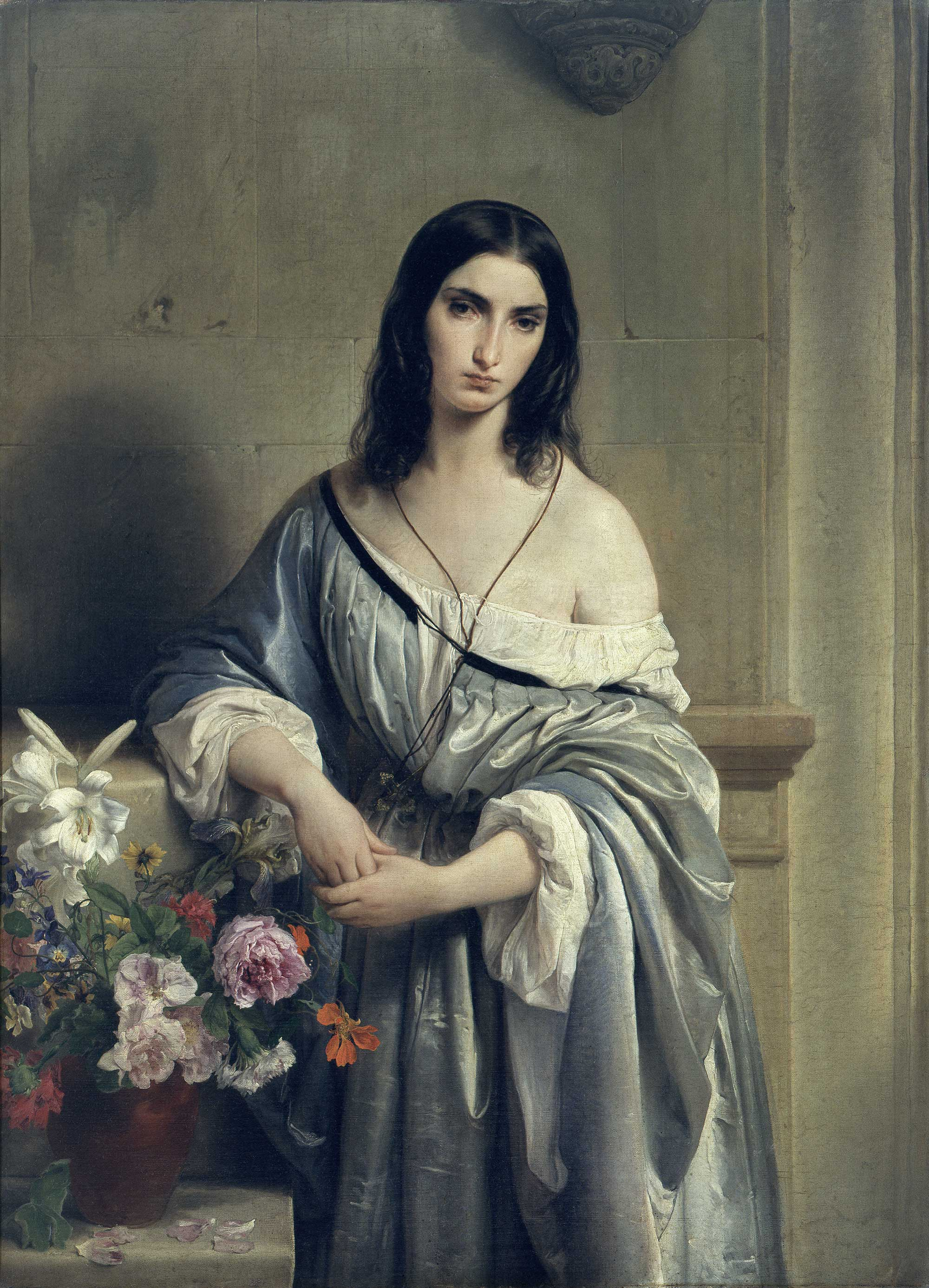
Francesco Hayez, Malinconia (dal 1840 al 1841); olio su tela, pinacoteca di Brera, Milano.

Nel melanconico l'eccesso del principio Terra, attivo nel sistema scheletrico, nelle cartilagini e nei tessuti mineralizzati, era ritenuto la causa di una certa pesantezza e postura cadente, incurvata e priva di slancio, accentuata dalla costituzione (generalmente) magra, ma caratterizzata da resistenza e anche con variabili di forte robustezza. Altro fattore ricorrente e dato dalla statura elevata e dall'aspetto attraente, seppur l'individuo malinconico può apparire accigliato e poco incline al sorriso. La carnagione tende al chiaro sia negli uomini che nelle donne.
Sul piano psichico, le sue caratteristiche si traducono in una tendenza a rimuginare e soppesare le situazioni della vita di cui avverte la gravosa oggettività. Riservato e introverso, poco reattivo agli stimoli esterni, il melanconico è portato dal confronto con la dura realtà ad avere un atteggiamento pessimista, a ricercare l'ordine in maniera spesso intransigente e meticolosa, a chiudersi in se stesso e a deprimersi. Ippocrate, nei suoi Aforismi, caratterizzava tutte le "paure e gli sconforti, se durano a lungo" come sintomatici di melanconia..
Secondo Ippocrate, se il lato negativo attribuito al malinconico è dunque la tristezza e il disfattismo, quello positivo consiste nel realismo, nella precisione, nell'affidabilità, e nella capacità di introspezione e autocontrollo.
Aristotele (384–322 a.C.) connota invece i melanconici di una certa irrequietezza, accessi di rabbia (e quella che oggi si chiamerebbe mania), tipica anche del collerico, inserendo ad esempio tra costoro personaggi impulsivi come Aiace Telamonio, suicida in un impeto di pazzia, o Eracle, formidabile eroe che colto da un raptus massacrò i propri figli, osservando però che «tutti gli uomini eccezionali, nell'attività filosofica o politica, artistica o letteraria, hanno un temperamento melanconico o atrabiliare, alcuni a tal punto da essere persino affetti dagli stati patologici che ne derivano». Sempre Aristotele, secondo la lettura di Tommaso d'Aquino inserisci tra i collerici diverse tipologie tra cui coloro che trattengono la rabbia dentro di sé, e pertanto rimangono adirati a lungo: vengono detti aspri da Tommaso, che attribuisce loro un'indole tendente appunto al melanconico.
L'astrologo greco Antioco d'Atene (vissuto all'incirca nel I secolo d.C.) sottomise la costituzione melanconica all'influsso di Saturno, pianeta plumbeo della pesantezza dalla qualità freddo-secca, e di Mercurio, portatore di intelligenza e acume. Segni zodiacali tipicamente di terra, quindi di carattere melanconico, sono poi il Toro, la Vergine e il Capricorno. 

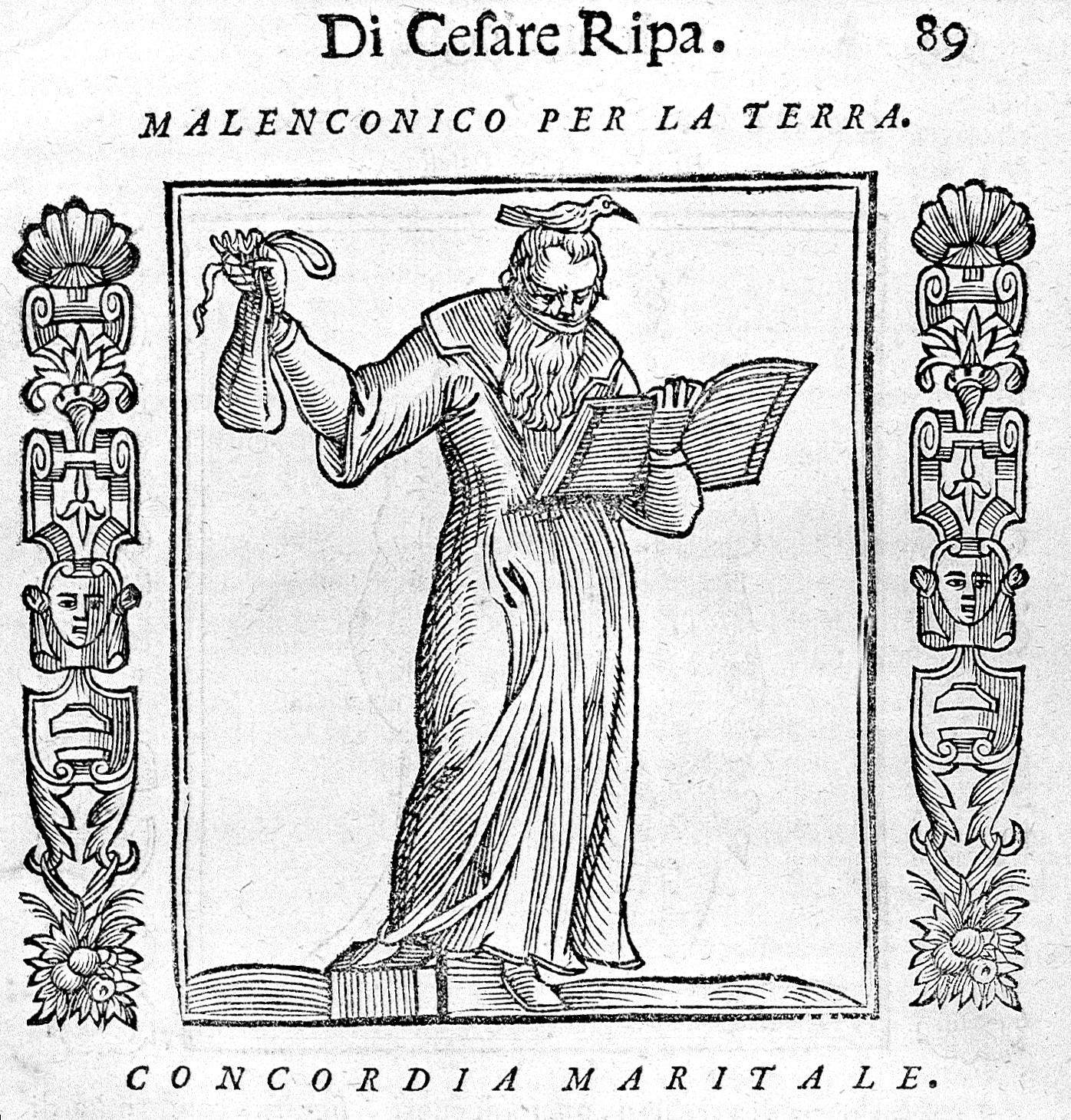
Il melanconico raffigurato nellIconologia di Cesare Ripa (Padova, 1611)

L'alimentazione consigliata per il melanconico, così come quella prescritta in genere per curare un eccesso di umore nero, consisteva nell'introduzione di cibi caldi e umidi che riequilibrassero l'atrabile freddo e secco, secondo il principio ippocratico contraria contrariis curantur («i contrari si curano con i contrari»): caldi e umidi erano tradizionalmente considerati, per analogia intuitiva con le loro proprietà, mandorle e mele dolci, asparagi, datteri, fichi, uva, more, vino rosso, zucchero, ecc., e in genere pietanze dolci in grado di bilanciare l'amarezza della bile nera.
Galeno (129–201) raccomandava in ogni caso  di adottare delle diete personalizzate, che tenessero conto non solo del temperamento prevalente, ma anche dell'età, del sesso, dell'ambiente e dell'attività che si svolgeva. In presenza di un temperamento naturale e non di patologie, era anzi opportuno assecondarne talvolta la natura con alimenti apportatori della sua medesima qualità, anziché contrastanti.
La mistica medievale Ildegarda di Bingen (1098–1179) tratteggiò le donne malinconiche come piuttosto ritrose e poco amichevoli, volubili, a volte sterili, dal colorito bluastro, «carne magra», «vasi sanguigni grossi e ossa robuste» .
Tra i quattro apostoli presi in considerazione dalla teoria umorale medievale, il melanconico è rappresentato da san Paolo, come nel quadro di Dürer. L'umanista Marsilio Ficino (1433–1499), rifacendosi ad Aristotele che collegava l'atrabile alla genialità, suggeriva di indossare amuleti in oro o metallo per attenuare l'influsso nobilitante ma gravoso di Saturno, e favorire quello benefico e creativo di Giove.

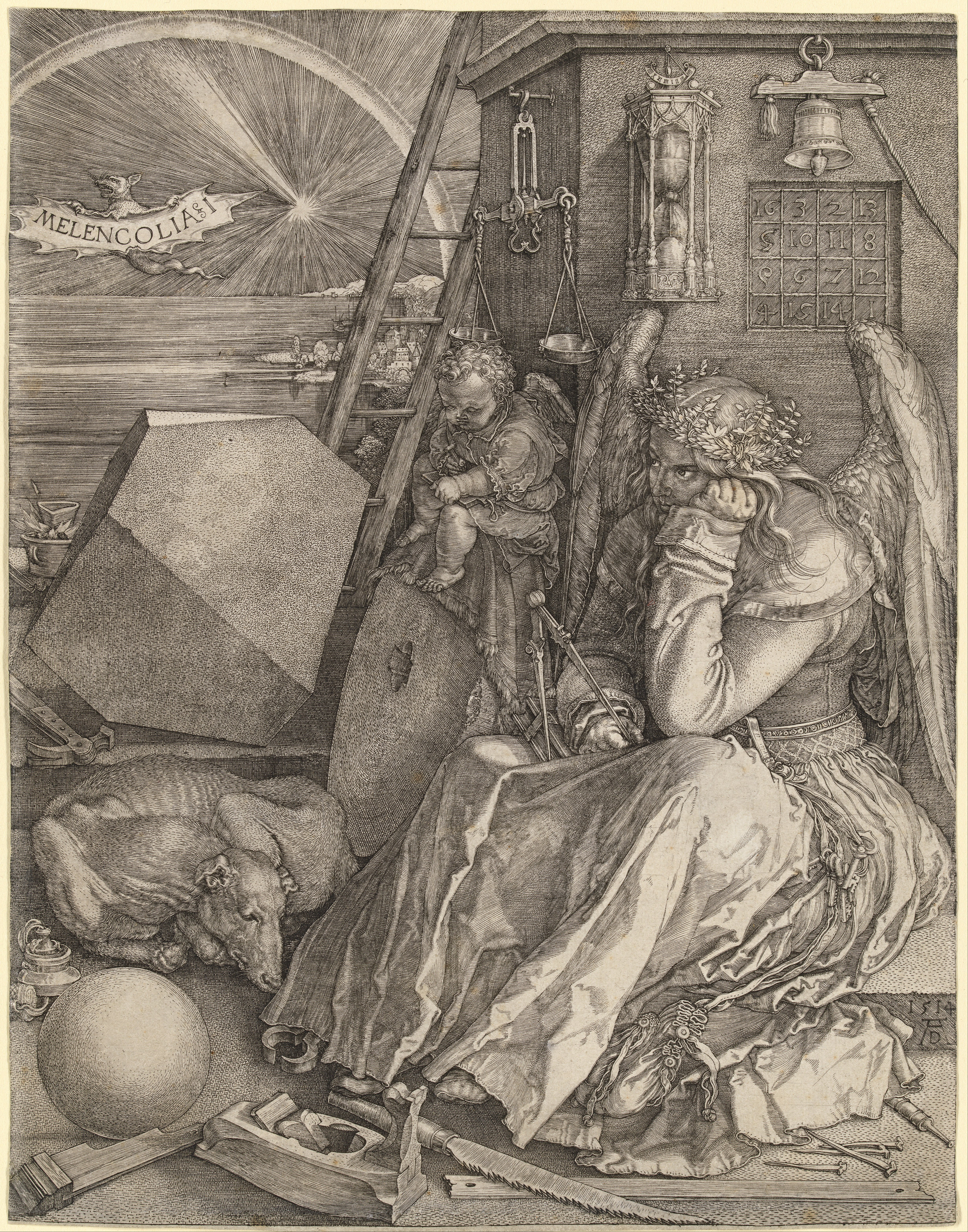
Albrecht Dürer, Melencolia I (1514).

Secondo il pensiero magico-ermetico rinascimentale, del resto, il potenziale insito nel temperamento malinconico, analogamente al piombo convertito in oro dagli alchimisti,
poteva essere trasmutato nelle qualità dei più grandi filosofi, veggenti, e sapienti, se opportunamente combinato, come suggerisce la simbologia nell'opera di Albrecht Dürer intitolata Melencolia I, forse ispirata al De Occulta Philosophia di Agrippa del 1510. La malinconia, generata dall'atrabile della milza, infatti esprime chiusura in se stessi, spingendo a isolarsi, ma al contempo contiene una potenzialità, il seme di una saggezza profonda, di una genialità, e, secondo il linguaggio alchemico, essendo come un piombo da tramutare in oro, è paragonata, nella metafora della Grande Opera per fabbricare la pietra filosofale, a una nigredo che prelude all'albedo, onde giungere al completamento della rubedo
Anche per il filosofo tedesco Immanuel Kant (1724–1804), che elaborò una psicologia su basi morali, il temperamento malinconico andava rivalutato, possedendo costui entrambe le doti ritenute rilevanti ai fini dell'analisi kantiana delle quattro costituzioni, cioè l'intelligenza (o sublime) e lo spirito (il bello):
L'uomo d'una melanconica costituzione, poco curantesi dell'altrui giudizio e di quel ch'essi stimano per vero e per giusto, se ne rapporta alle sue proprie nozioni nella stima degli oggetti. [...] Voi vedrete allora la sua costanza degenerare in caponaggine, o prendere i caratteri dell'ostinatezza. Eccitano raramente la sua attenzione, e quasi sempre il suo disprezzo, la volubilità delle usanze e le variazioni della moda. [...]  Ricolmo del nobile sentimento della dignità umana, la verità presenterassi a lui dinanzi sotto sublime aspetto, e sotto tratti bruttissimi la menzogna o la semplice dissimulazione. [...]»
(Immanuel Kant, Considerazioni sul sentimento del sublime e del bello, cap. II, 1764 )
Ancora nel XVIII e XIX secolo la teoria dei temperamenti era ancora accreditata a livello di descrizione psicologica. Voltaire descrive gli inglesi come molto atrabiliari, e si diffonde il mito dello spleen; nel romanticismo il malinconico è l'archetipo dell'artista (si veda malinconia e romanticismo).

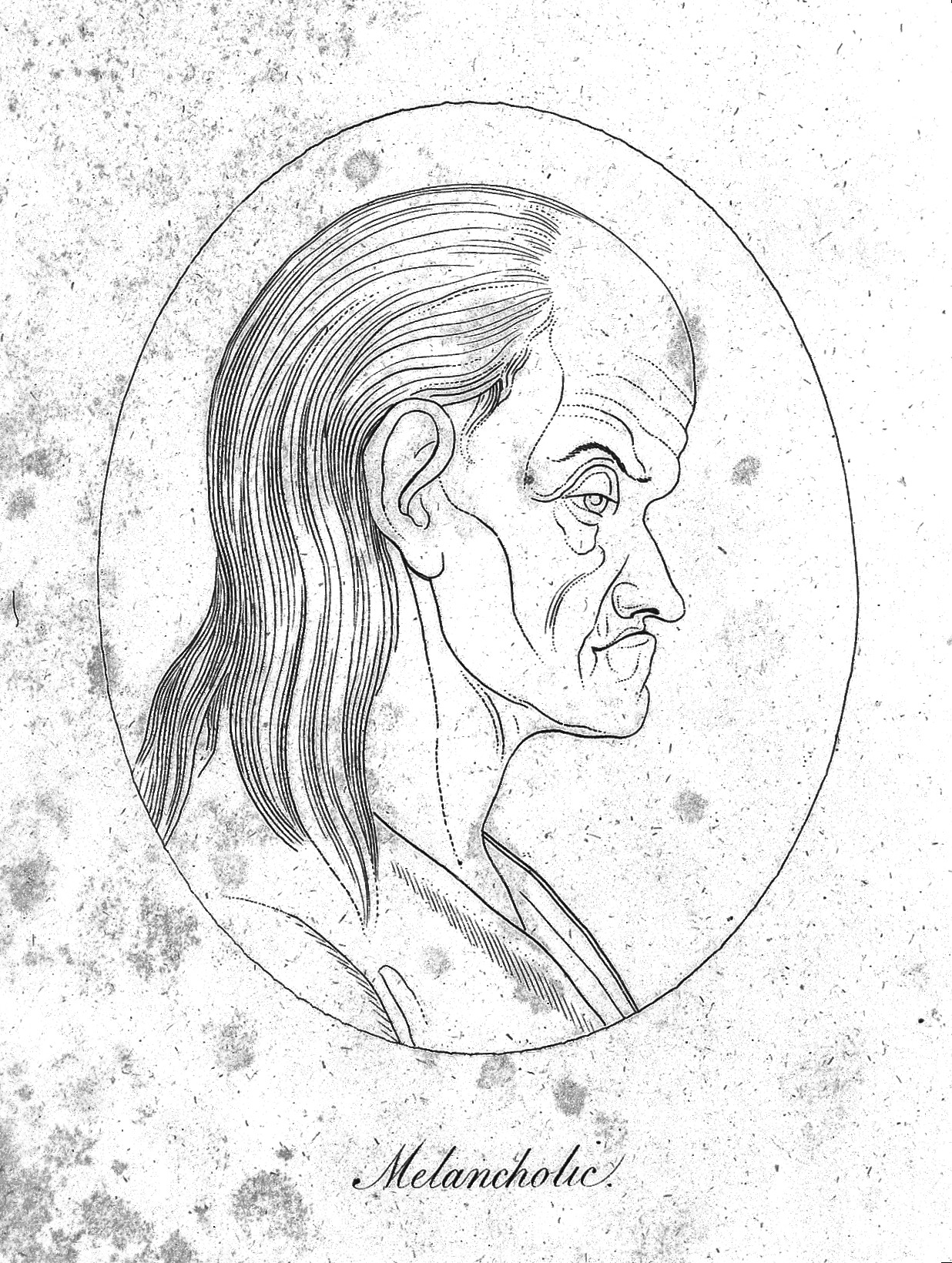
Fisiognomica del melanconico

Secondo la struttura della personalità elaborata dallo psicologo Hans Eysenck (1916–1997), sulla base delle teorie junghiane, il temperamento melanconico è caratterizzato dalla combinazione di introversione e instabilità emotiva, venendo descritto quindi come riservato, scontroso, e ansioso.

### Pedagogia Waldorf
La pedagogia di impianto Steiner-Waldorf attuale, legata alla teoria antroposofica, che scompone l'essere umano in vari livelli dimensionali, di cui i principali sono il corpo fisico, quello eterico, l'astrale e l'Io, attribuisce al temperamento malinconico la predominanza del corpo fisico, corrispondente all'elemento terra della dottrina umorale, e responsabile delle forze meccaniche di gravità che governano i minerali.
Il bambino malinconico tenderà di conseguenza a soffrire il peso della materia, la quale gli risulta come d'impaccio dandogli del filo da torcere: egli cercherà tenacemente, ma invano, di sottometterla agli impulsi spirituali del suo essere, chiudendosi al mondo esterno e sviluppando una forte vita di pensiero.
(Rudolf Steiner )
Per una sana educazione sarà opportuno secondo Steiner riequilibrare gli aspetti unilaterali della costituzione malinconica suscitando interessi altruistici, pur evitando le correzioni radicali, e semmai favorendo un'armonizzazione complessiva dei tratti caratteriali dell'individuo seguendo il principio omeopatico similia similibus curantur («il simile si curi col simile»), anche attraverso l'alimentazione: cibi adatti al malinconico sono quelli salini e terrosi, come le carote e le radici, quindi amari, da bilanciare con pietanze dolci che ingentiliscano la vita come miele e biscotti, o di qualità calda e umida apportatrici di luce solare quali le erbe aromatiche, il mais speziato, l'orzo, il miglio, l'avena, ecc.